# 戴 (春秋)
戴（たい）は、春秋時代の諸侯国。爵位は侯爵。国君は殷の末裔の子姓。しかし、一説では周王室の姓である姫姓という説もある。位置は現在の河南省商丘市民権県北東。

## 歴史
魯の隠公十年（紀元前713年）、蔡・衛は宋に続き、鄭を討伐した。そして、鄭は戴に侵入する機会を得た。鄭の荘公は戴への救援を口実に出兵し、三国の軍を撃退させ、戴へ侵攻した。戴はこれにより滅亡した。

## 歴代君主
- 戴叔朕
- 戴叔慶父